# Sture Linnér
Carl Sture Linnér, född 15 juni 1917 i Solna, död 25 mars 2010 i Hedvig Eleonora församling i Stockholm, var en svensk klassisk filolog, företagsledare och diplomat.

## Biografi

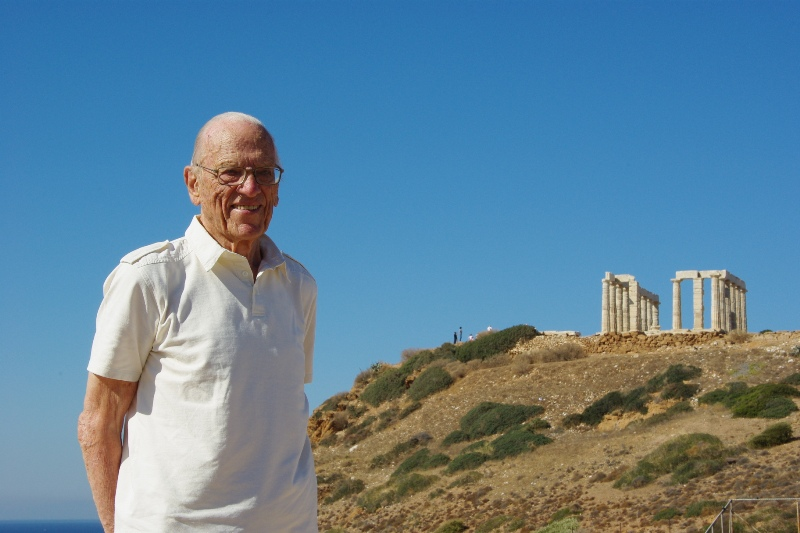
Sture Linnér 2009.

Sture Linnér var son till handlanden Carl Linnér (1880-1957) och Johanna, född Persson (1883-1963). Han studerade vid Uppsala universitet och tog filosofie licentiatexamen 1941. Två år senare doktorerade han med avhandlingen Syntaktische und lexikalische Studien zur Historia Lausiaca des Palladios, och blev docent i grekiska språket och litteraturen. Samma år deltog han vid Röda korsets delegation i Grekland, där han mötte sin blivande hustru Clio Tambakopoulou (1916–2005), dotter till direktören Jean Tambakopoulou och Angeliki Dimitrakopoulou. Paret gifte sig 1944 och fick sedermera två söner, Allan och Lennart. Under en kort vistelse i München 1942–1943 blev han bekant med syskonen Hans Scholl och Sophie Scholl, och deltog i deras motståndsrörelse Vita rosen.
Efter tiden på Röda korset anställdes Sture Linnér vid Electrolux, där han bland annat var styrelseordförande för dess italienska dotterbolag. År 1951 blev Linnér direktör i Svenska Arbetsgivareföreningen och därefter hade han olika ledande positioner vid flera större svenska internationella företag, till exempel i Liberia (Lamco).
Sture Linnér var chef för FN:s civila verksamhet i Kongo 1960–1961, under Kongokrisen. Han handplockades av dåvarande generalsekreteraren Dag Hammarskjöld. Linnér var ombord på det flygplan som senare störtade och som blev Hammarskjölds död. Innan planet skulle lyfta, beslöt dock Hammarskjöld att det var olämpligt att de båda lämnade Kongos huvudstad Leopoldville (Kinshasa) vid ett så oroligt tillfälle, varför Linnér fick stiga av.
Under 1980-talet arbetade Linnér för att återupprätta Alexandrias bibliotek med det antika världsbiblioteket som förebild. År 2003 tog Linnér initiativet till bildandet av Svenska Parthenonkommittén och var dess hedersordförande.
Sture Linnér utgav ett flertal böcker om grekisk kultur och forntid, översättningar av antika historieverk (Thukydides och Titus Livius), internationella förhållanden och samtidshistoria, och var verksam som forskare och författare in i det sista. Några veckor före sin död började han arbeta med en bok om Kongo. Sture Linnér erhöll Natur & Kulturs kulturpris 1996, och Övralidspriset 2000. Han var också hedersdoktor vid Cyperns universitet. Av Greklands regering utnämndes han 2004 till ambassadör för grekisk kultur. Linnér tilldelades Svenska Akademiens Stora pris, Svenska Akademiens förnämsta utmärkelse, 2006. Den 29 januari 2008 tilldelades Linnér serafimermedaljen av kungen "för synnerligen förtjänstfulla samhällsgagnande gärningar, nationellt och internationellt.".
Den 11 juli 2007 var Linnér sommarpratare i Sveriges Radio P1.
En film om Linnér har producerats av filmproduktionsbolagen Interactive Events Ltd och Falkfilm AB, som premiärvisades i Stockholm den 25 maj 2010.
Sture Linnér är gravsatt i minneslunden på Galärvarvskyrkogården i Stockholm.

### Översättningar
- Anna Komnena (1993). Anna Komnenas värld: Bysans på 1100-talet: Alexiaden i urval. Atlantis väljer ur världslitteraturen, 99-0162253-0. Stockholm: Atlantis. Libris 7644276. ISBN 9174860852
- Livius (2002). Roms kungatid. Wahlström & Widstrands klassikerserie ([Ny, rev. utg.]). Stockholm: Wahlström & Widstrand. Libris 8636730. ISBN 9146200606
- Livius (2003). Den romerska republikens äldsta tid: 509–468 f.Kr.. Stockholm: Wahlström & Widstrand. Libris 9052967. ISBN 9146202897
- Livius (1964). Roms historia: första boken: Roms konungahävder. Scandinavian university books, 99-0103642-9. Stockholm: Svenska bokförlaget. Libris 528713
- Palladios (1998). Ökenfäderna. Skellefteå: Artos. Libris 7649200. ISBN 9175801582
- Prokopios (2000). Hemlig historia. Wahlström & Widstrands klassikerserie, 99-3365423-3. Stockholm: Wahlström & Widstrand. Libris 7282977. ISBN 9146176896
- Prokopios (2000). Vandalkrigen. Wahlström & Widstrands klassikerserie, 99-3365423-3. Stockholm: Wahlström & Widstrand. Libris 7283057. ISBN 9146177841
- Psellos, Michael (1984). Bysantinska porträtt. Stockholm: Forum. Libris 7255017. ISBN 9137085816
- Thukydides (1978). Kriget mellan Sparta och Athen. Stockholm: Forum. Libris 144783
- Xenofon (2004). Ledarskap: (Oeconomicus). Wahlström & Widstrands klassikerserie, 99-3365423-3. Stockholm: Wahlström & Widstrand. Libris 9382695. ISBN 9146204121

## Priser och utmärkelser
- 1992 – Professors namn
- 1996 – Natur & Kulturs kulturpris
- 2000 – Övralidspriset
- 2006 – Svenska Akademiens Stora pris
- 2008 – Serafimermedaljen
- 2008 – Karin Boyes litterära pris